# منطقه ۳ شهرداری کرج
منطقه ۳ شهرداری کرج یکی از مناطق ده‌گانه شهر کرج است که در جنوب غربی این شهر واقع است.

## جغرافیا
این منطقه ۱۳۵۰۰۰ نفر جمعیت دارد. مساحت منطقه ۲ شهرداری کرج ۱۶،۹۵۶،۶۰۰ متر مربع است. این منطقه از شمال به و منطقه۴ و از جنوب به فرودگاه پیام کرج  محدود می‌گردد.

## شهرداری
شهردار این منطقه درحال حاضر مصطفی عابدی است.